# Psammoecus nitidior
Psammoecus nitidior es una especie de coleóptero de la familia Silvanidae.

## Distribución geográfica
Habita en Java.